# 3068 Khanina
3068 Khanina eller 1982 YJ1 är en asteroid i huvudbältet som upptäcktes den 23 december 1982 av den rysk-sovjetiska astronomen Ljudmila Karatjkina vid Krims astrofysiska observatorium på Krim. Den har fått sitt namn efter Frida Chanina.
Asteroiden har en diameter på ungefär sex kilometer och tillhör asteroidgruppen Flora.